# Fussballclub Zürich 2006-2007
Questa voce raccoglie le informazioni riguardanti il Fussballclub Zürich nelle competizioni ufficiali della stagione 2006-2007.

## Stagione
Nella stagione 2006-2007 il Zurigo, allenato da Lucien Favre, concluse il campionato di Super League al 1º posto. In Coppa Svizzera il Zurigo fu eliminato in semifinale dal Lucerna. In Champions League il Zurigo fu eliminato al secondo turno dal Salisburgo.

## Rosa
| N. |                      | Ruolo | Calciatore         |
| -- | -------------------- | ----- | ------------------ |
| 1  | Svizzera (bandiera)  | P     | Johnny Leoni       |
| 2  | Finlandia (bandiera) | D     | Veli Lampi         |
| 4  | Svizzera (bandiera)  | D     | Steve von Bergen   |
| 5  | Svizzera (bandiera)  | C     | Xavier Margairaz   |
| 6  | Svizzera (bandiera)  | C     | Sebastian Kollar   |
| 7  | Svizzera (bandiera)  | C     | Blerim Džemaili    |
| 8  | Svizzera (bandiera)  | C     | Gökhan Inler       |
| 9  | Tunisia (bandiera)   | A     | Francileudo Santos |
| 12 | Guadalupa (bandiera) | A     | Alexandre Alphonse |
| 13 | Svizzera (bandiera)  | D     | Florian Stahel     |
| 14 | Brasile (bandiera)   | C     | Raffael            |
| 15 | Svizzera (bandiera)  | D     | Daniel Stucki      |
| 16 | Brasile (bandiera)   | A     | Eudis              |
| 17 | Albania (bandiera)   | A     | Shkëlzen Gashi     |

| N. |                            | Ruolo | Calciatore         |
| -- | -------------------------- | ----- | ------------------ |
| 18 | Svizzera (bandiera)        | P     | David Da Costa     |
| 19 | Svizzera (bandiera)        | D     | Alain Rochat       |
| 20 | Brasile (bandiera)         | C     | Cesar              |
| 21 | Rep. Dominicana (bandiera) | D     | Heinz Barmettler   |
| 23 | Svizzera (bandiera)        | C     | Almen Abdi         |
| 24 | Svizzera (bandiera)        | D     | Marc Schneider     |
| 26 | Liechtenstein (bandiera)   | C     | Martin Büchel      |
| 27 | Svizzera (bandiera)        | C     | Marco Schönbächler |
| 28 | Svizzera (bandiera)        | D     | Jérôme Thiesson    |
| 28 | Svizzera (bandiera)        | C     | Remo Staubli       |
| 30 | Finlandia (bandiera)       | D     | Hannu Tihinen      |
| 32 | Italia (bandiera)          | P     | Andrea Guatelli    |
|    | Svizzera (bandiera)        | C     | Labinot Sheholli   |

## Organigramma societario
Area tecnica
- Allenatore: Lucien Favre
- Allenatore in seconda: Harry Gämperle
- Preparatore dei portieri:
- Preparatori atletici:

## Calciomercato

### Sessione estiva
| Acquisti | Acquisti         | Acquisti          | Acquisti |
| R.       | Nome             | da                | Modalità |
| -------- | ---------------- | ----------------- | -------- |
| A        | Eudis            | Losanna           |          |
| D        | Alain Rochat     | Rennes            |          |
| D        | Heinz Barmettler | Grasshoppers II   |          |
| C        | Martin Büchel    | Vaduz             |          |
| C        | Sebastian Kollar | Concordia Basilea |          |
| P        | Romeu Leite      | Wohlen            |          |
| A        | Gezim Sadiku     | Baden             |          |
| C        | Labinot Sheholli | Bienne            |          |
| D        | Hannu Tihinen    | Anderlecht        |          |

| Cessioni | Cessioni           | Cessioni   | Cessioni |
| R.       | Nome               | a          | Modalità |
| -------- | ------------------ | ---------- | -------- |
| A        | Alhassane Keita    | Al-Ittihad |          |
| C        | Francesco Di Jorio | San Gallo  |          |
| D        | Iulian Filipescu   | Duisburg   |          |
| D        | Alain Nef          | Piacenza   |          |
| D        | Giuseppe Rapisarda | Wohlen     |          |
| D        | Massimo Rizzo      | Utd Zurigo |          |
| P        | Davide Taini       | Wil        |          |

### Sessione invernale
| Acquisti | Acquisti           | Acquisti | Acquisti |
| R.       | Nome               | da       | Modalità |
| -------- | ------------------ | -------- | -------- |
| A        | Francileudo Santos | Tolosa   |          |
| D        | Veli Lampi         | HJK      |          |

| Cessioni | Cessioni        | Cessioni       | Cessioni |
| R.       | Nome            | a              | Modalità |
| -------- | --------------- | -------------- | -------- |
| P        | Romeu Leite     | YF Juventus    |          |
| A        | Christian Pouga | Aarau          |          |
| D        | Daniel Sahdo    | TSV Crailsheim |          |

## Risultati

### Super League

#### Prima fase, girone di andata
| Arbitro: | Circhetta |

|  |           |                         |
|  | Marcatori | 5’, 45’ Keita 38’ Cesar |

| Arbitro: | Wildhaber |

|                           |           |  |
| Keita 7’, 43’ Raffael 89’ | Marcatori |  |

| Arbitro: | Kever |

|  |           |                      |
|  | Marcatori | 12’ Raffael 90’ Abdi |

| Arbitro: | Laperrière |

|                                       |           |            |
| Abdi 10’ Raffael 15’ Cesar 54’ (rig.) | Marcatori | 25’ Varela |

| Arbitro: | Bertolini |

|                                    |           |              |
| Tachie-Mensah 35’, 46’ Koubský 45’ | Marcatori | 62’ Alphonse |

| Arbitro: | Busacca |

|                                |           |             |
| Cesar 40’ (rig.) Margairaz 49’ | Marcatori | 88’ Salatic |

| Arbitro: | Zimmermann |

|                |           |             |
| Petrić 2’, 47’ | Marcatori | 20’ Raffael |

| Arbitro: | Rutz |

|                                                     |           |  |
| Alphonse 6’, 58’ Raffael 33’ Tihinen 65’ Stanic 89’ | Marcatori |  |

| Arbitro: | Wildhaber |

|                           |           |                           |
| Obradović 36’ Saborío 94’ | Marcatori | 49’ Raffael 63’ Margairaz |

#### Prima fase, girone di ritorno
| Arbitro: | Busacca |

|                          |           |               |
| Raffael 15’ Džemaili 26’ | Marcatori | 33’ N'Tiamoah |

| Arbitro: | Zimmermann |

|  |           |                                     |
|  | Marcatori | 27’, 51’, 57’ Raffael 77’ Margairaz |

| Arbitro: | Wermelinger |

|  |           |               |
|  | Marcatori | 76’ Fernández |

| Arbitro: | Rutz |

|                       |           |  |
| Paulo 12’ Häberli 15’ | Marcatori |  |

| Arbitro: | Drabek |

|                         |           |                   |
| Margairaz 45’ Pouga 88’ | Marcatori | 64’ Tachie-Mensah |

| Arbitro: | Bertolini |

|  |           |           |
|  | Marcatori | 12’ Eudis |

| Arbitro: | Rutz |

|                                      |           |                            |
| Eudis 44’ Džemaili 45’ Margairaz 71’ | Marcatori | 69’ Sterjovski 73’ Caicedo |

| Arbitro: | Salm |

|  |           |                        |
|  | Marcatori | 12’ Džemaili 90’ Inler |

| Arbitro: | Circhetta |

|                           |           |             |
| Margairaz 69’ Tihinen 75’ | Marcatori | 22’ Saborío |

#### Seconda fase, girone di andata
| Zurigo 10 febbraio 2007, ore 17:45 CET 19ª giornata | Grasshoppers | 0 – 0 referto | Zurigo | Hardturm (15 000 spett.)\| Arbitro: \| Bertolini \| |
| Arbitro:                                            | Bertolini    |               |        |                                                     |

| Arbitro: | Kever |

|          |           |  |
| Abdi 39’ | Marcatori |  |

| Arbitro: | Petignat |

|                             |           |  |
| Lustrinelli 19’ Tchouga 82’ | Marcatori |  |

| Arbitro: | Circhetta |

|  |           |                                             |
|  | Marcatori | 14’ Abdi 50’ Eudis 62’ Margairaz 90’ Santos |

| Arbitro: | Rogalla |

|                              |           |                            |
| Raffael 43’ Cesar 59’ (rig.) | Marcatori | 54’ Burki 66’ (aut.) Leoni |

| Arbitro: | Bertolini |

|  |           |                  |
|  | Marcatori | 47’ (rig.) Cesar |

| Zurigo 1º aprile 2007, ore 16:00 CEST 25ª giornata | Zurigo  | 0 – 0 referto | San Gallo | Hardturm (11 900 spett.)\| Arbitro: \| Busacca \| |
| Arbitro:                                           | Busacca |               |           |                                                   |

| Arbitro: | Laperrière |

|  |           |             |
|  | Marcatori | 70’ Rakitić |

| Arbitro: | Bertolini |

|                    |           |                         |
| Saborío 26’ (rig.) | Marcatori | 33’ Tihinen 68’ Staubli |

#### Seconda fase, girone di ritorno
| Arbitro: | Wildhaber |

|                         |           |              |
| Tihinen 32’ Raffael 58’ | Marcatori | 43’ Carlitos |

| Arbitro: | Busacca |

|                                                    |           |                          |
| Rakitić 8’, 65’ Caicedo 32’ Majstorović 90’ (rig.) | Marcatori | 15’ Schneider 82’ Kollar |

| Arbitro: | Zimmermann |

|                         |           |                         |
| Aguirre 20’ Marazzi 53’ | Marcatori | 43’ Raffael 71’ Staubli |

| Zurigo 5 maggio 2007, ore 17:45 CEST 31ª giornata | Zurigo      | 0 – 0 referto | Thun | Hardturm (8 400 spett.)\| Arbitro: \| Wermelinger \| |
| Arbitro:                                          | Wermelinger |               |      |                                                      |

| Arbitro: | Wildhaber |

|  |           |                                                   |
|  | Marcatori | 44’ Margairaz 50’ Schönbächler 83’ (rig.) Raffael |

| Zurigo 12 maggio 2007, ore 17:45 CEST 33ª giornata | Zurigo  | 0 – 0 referto | Sciaffusa | Hardturm (9 300 spett.)\| Arbitro: \| Grossen \| |
| Arbitro:                                           | Grossen |               |           |                                                  |

| Arbitro: | Kever |

|                      |           |  |
| Cesar 73’ Santos 80’ | Marcatori |  |

| Arbitro: | Wermelinger |

|                      |           |                                  |
| Marcos 59’ Yakın 76’ | Marcatori | 37’ Santos 60’ Alphonse 89’ Abdi |

| Arbitro: | Busacca |

|                          |           |  |
| Santos 42’ Margairaz 90’ | Marcatori |  |

### Coppa Svizzera
| 26 agosto 2006, ore 17:30 CEST Primo turno | FC Phoenix Seen | 0 – 11 | Zurigo |  |

| 30 settembre 2006, ore 17:30 CEST Secondo turno | Wangen bei Olten | 1 – 4 | Zurigo |  |

| 11 novembre 2006, ore 18:00 CET Ottavi di finale | Yverdon | 2 – 5 | Zurigo |  |

| 14 marzo 2007, ore 20:15 CET Quarti di finale | Zurigo | 1 – 0 | San Gallo |  |

| 26 aprile 2007, ore 20:45 CEST Semifinale | Zurigo | 2 – 3 | Lucerna |  |

### Champions League

#### Fase di qualificazione
| Arbitro: | Kelly |

|                    |           |                |
| Keita 2’ Cesar 20’ | Marcatori | 32’ Vonlanthen |

| Arbitro: | Vink |

|                                |           |  |
| Tiffert 39’ Zickler 56’ (rig.) | Marcatori |  |

## Statistiche

### Statistiche di squadra
| Competizione     | Punti | In casa | In casa | In casa | In casa | In casa | In casa | In trasferta | In trasferta | In trasferta | In trasferta | In trasferta | In trasferta | Totale | Totale | Totale | Totale | Totale | Totale | DR  |
| Competizione     | Punti | G       | V       | N       | P       | Gf      | Gs      | G            | V            | N            | P            | Gf           | Gs           | G      | V      | N      | P      | Gf     | Gs     | DR  |
| ---------------- | ----- | ------- | ------- | ------- | ------- | ------- | ------- | ------------ | ------------ | ------------ | ------------ | ------------ | ------------ | ------ | ------ | ------ | ------ | ------ | ------ | --- |
| Super League     | 73    | 18      | 12      | 4       | 2       | 31      | 12      | 18           | 10           | 3            | 5            | 33           | 20           | 36     | 22     | 7      | 7      | 64     | 32     | +32 |
| Coppa Svizzera   | -     | 2       | 1       | 0       | 1       | 3       | 3       | 3            | 3            | 0            | 0            | 20           | 3            | 5      | 4      | 0      | 1      | 23     | 6      | +17 |
| Champions League | -     | 1       | 1       | 0       | 0       | 2       | 1       | 1            | 0            | 0            | 1            | 0            | 2            | 2      | 1      | 0      | 1      | 2      | 3      | -1  |
| Totale           | 73    | 21      | 14      | 4       | 3       | 36      | 16      | 22           | 13           | 3            | 6            | 53           | 25           | 43     | 27     | 7      | 9      | 89     | 41     | +48 |

### Andamento in campionato
| Giornata  | 1 | 2 | 3 | 4 | 5 | 6 | 7 | 8 | 9 | 10 | 11 | 12 | 13 | 14 | 15 | 16 | 17 | 18 | 19 | 20 | 21 | 22 | 23 | 24 | 25 | 26 | 27 | 28 | 29 | 30 | 31 | 32 | 33 | 34 | 35 | 36 |
| --------- | - | - | - | - | - | - | - | - | - | -- | -- | -- | -- | -- | -- | -- | -- | -- | -- | -- | -- | -- | -- | -- | -- | -- | -- | -- | -- | -- | -- | -- | -- | -- | -- | -- |
| Luogo     | T | C | T | C | T | C | T | C | T | C  | T  | C  | T  | C  | T  | C  | T  | C  | T  | C  | T  | T  | C  | T  | C  | C  | T  | C  | T  | T  | C  | T  | C  | C  | T  | C  |
| Risultato | V | V | V | V | P | V | P | V | N | V  | V  | P  | P  | V  | V  | V  | V  | V  | N  | V  | P  | V  | N  | V  | N  | P  | V  | V  | P  | N  | N  | V  | N  | V  | V  | V  |
| Posizione | 1 | 1 | 1 | 1 | 1 | 1 | 2 | 2 | 4 | 2  | 1  | 2  | 3  | 2  | 1  | 1  | 1  | 1  | 1  | 1  | 1  | 1  | 1  | 1  | 1  | 1  | 1  | 1  | 1  | 1  | 1  | 1  | 1  | 1  | 1  | 1  |

Legenda:

Luogo: C = Casa; T = Trasferta. Risultato: V = Vittoria; N = Pareggio; P = Sconfitta.

### Statistiche dei giocatori
| Giocatore       | Super League | Super League | Super League | Super League | Champions League | Champions League | Champions League | Champions League | Totale   | Totale | Totale      | Totale     |
| Giocatore       | Presenze     | Reti         | Ammonizioni  | Espulsioni   | Presenze         | Reti             | Ammonizioni      | Espulsioni       | Presenze | Reti   | Ammonizioni | Espulsioni |
| --------------- | ------------ | ------------ | ------------ | ------------ | ---------------- | ---------------- | ---------------- | ---------------- | -------- | ------ | ----------- | ---------- |
| A. Abdi         | 30           | 5            | 4            | 0            | 1                | 0                | 0                | 0                | 31       | 5      | 4           | 0          |
| A. Alphonse     | 21           | 4            | 2            | 0            | 2                | 0                | 1                | 0                | 23       | 4      | 3           | 0          |
| H. Barmettler   | 17           | 0            | 0            | 0            | 0                | 0                | 0                | 0                | 17       | 0      | 0           | 0          |
| M. Büchel       | 0            | 0            | 0            | 0            | 0                | 0                | 0                | 0                | 0        | 0      | 0           | 0          |
| C. Cesar        | 30           | 6            | 7            | 1            | 2                | 1                | 0                | 0                | 32       | 7      | 7           | 1          |
| D. Costa        | 0            | 0            | 0            | 0            | 0                | 0                | 0                | 0                | 0        | 0      | 0           | 0          |
| B. Džemaili     | 23           | 3            | 9            | 0            | 2                | 0                | 1                | 0                | 25       | 3      | 10          | 0          |
| E. Eudis        | 18           | 3            | 1            | 0            | 0                | 0                | 0                | 0                | 18       | 3      | 1           | 0          |
| S. Gashi        | 1            | 0            | 0            | 0            | 0                | 0                | 0                | 0                | 1        | 0      | 0           | 0          |
| A. Guatelli     | 0            | 0            | 0            | 0            | 0                | 0                | 0                | 0                | 0        | 0      | 0           | 0          |
| G. Inler        | 35           | 1            | 5            | 0            | 2                | 0                | 0                | 0                | 37       | 1      | 5           | 0          |
| A. Keita        | 4            | 4            | 0            | 0            | 2                | 1                | 1                | 0                | 6        | 5      | 1           | 0          |
| S. Kollar       | 9            | 1            | 0            | 0            | 0                | 0                | 0                | 0                | 9        | 1      | 0           | 0          |
| V. Lampi        | 11           | 0            | 1            | 0            | 0                | 0                | 0                | 0                | 11       | 0      | 1           | 0          |
| R. Leite        | 0            | 0            | 0            | 0            | 0                | 0                | 0                | 0                | 0        | 0      | 0           | 0          |
| J. Leoni        | 36           | 0            | 2            | 0            | 2                | 0                | 0                | 0                | 38       | 0      | 2           | 0          |
| X. Margairaz    | 33           | 9            | 4            | 0            | 2                | 0                | 0                | 0                | 35       | 9      | 4           | 0          |
| C. Pouga        | 8            | 1            | 2            | 0            | 1                | 0                | 0                | 0                | 9        | 1      | 2           | 0          |
| R. Raffael      | 31           | 14           | 4            | 1            | 2                | 0                | 1                | 0                | 33       | 14     | 5           | 1          |
| A. Rochat       | 17           | 0            | 3            | 0            | 0                | 0                | 0                | 0                | 17       | 0      | 3           | 0          |
| G. Sadiku       | 0            | 0            | 0            | 0            | 0                | 0                | 0                | 0                | 0        | 0      | 0           | 0          |
| D. Sahdo        | 0            | 0            | 0            | 0            | 0                | 0                | 0                | 0                | 0        | 0      | 0           | 0          |
| F. Santos       | 12           | 4            | 0            | 0            | 0                | 0                | 0                | 0                | 12       | 4      | 0           | 0          |
| M. Schneider    | 19           | 1            | 2            | 0            | 2                | 0                | 0                | 0                | 21       | 1      | 2           | 0          |
| M. Schönbächler | 11           | 1            | 1            | 0            | 0                | 0                | 0                | 0                | 11       | 1      | 1           | 0          |
| L. Sheholli     | 0            | 0            | 0            | 0            | 0                | 0                | 0                | 0                | 0        | 0      | 0           | 0          |
| F. Stahel       | 33           | 0            | 5            | 0            | 2                | 0                | 0                | 0                | 35       | 0      | 5           | 0          |
| K. Stanic       | 5            | 1            | 0            | 0            | 2                | 0                | 0                | 0                | 7        | 1      | 0           | 0          |
| R. Staubli      | 10           | 2            | 0            | 0            | 0                | 0                | 0                | 0                | 10       | 2      | 0           | 0          |
| D. Stucki       | 21           | 0            | 4            | 0            | 0                | 0                | 0                | 0                | 21       | 0      | 4           | 0          |
| J. Thiesson     | 0            | 0            | 0            | 0            | 0                | 0                | 0                | 0                | 0        | 0      | 0           | 0          |
| H. Tihinen      | 32           | 4            | 3            | 2            | 2                | 0                | 0                | 0                | 34       | 4      | 3           | 2          |
| S. von Bergen   | 27           | 0            | 1            | 0            | 2                | 0                | 0                | 0                | 29       | 0      | 1           | 0          |